# Rolls-Royce Trent

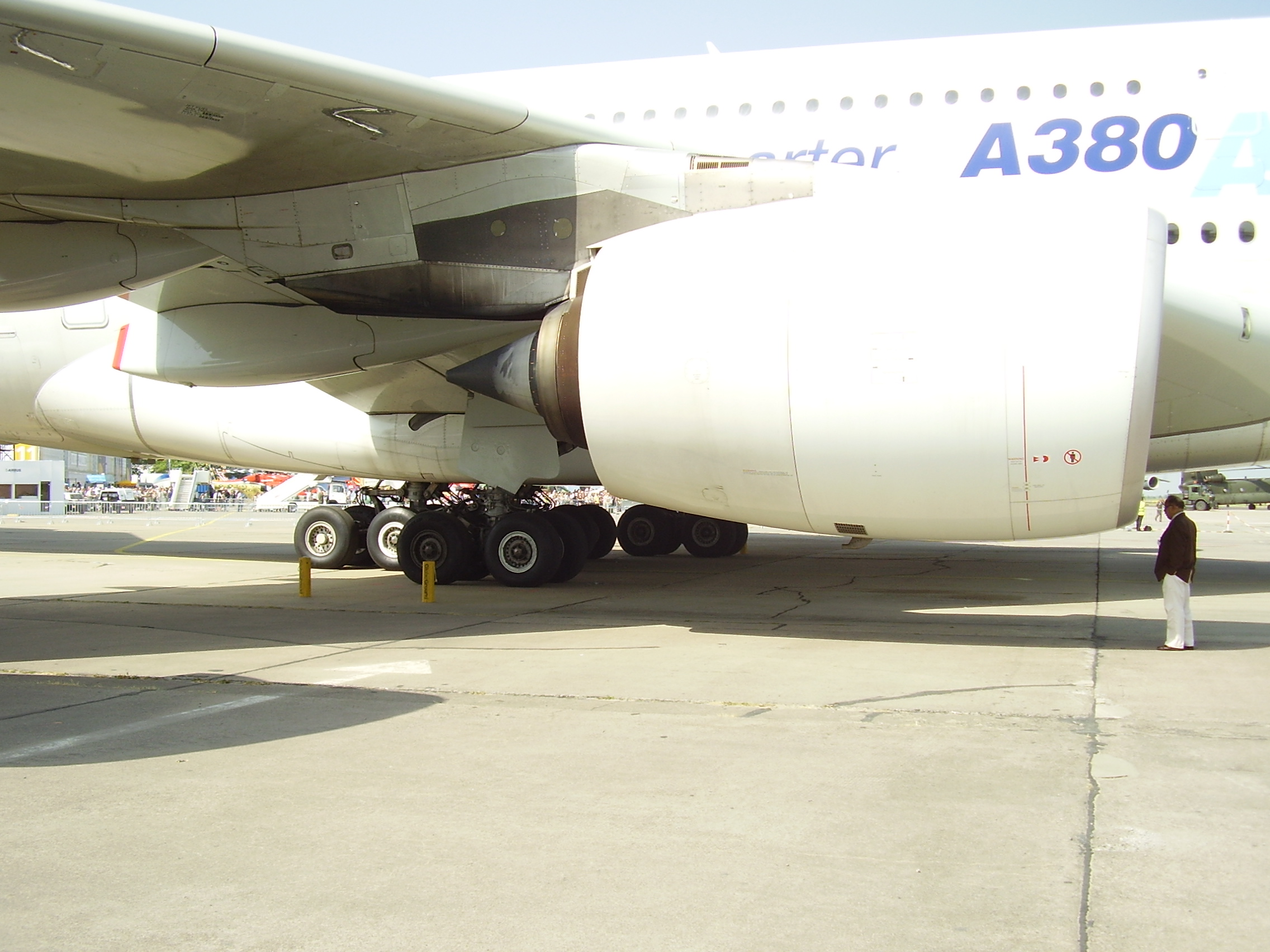
Ein Rolls-Royce Trent 900 an einem A380, mit Größenvergleich zu einem danebenstehenden Menschen

Rolls-Royce Trent, offiziell RB211 Trent, ist eine Familie von Dreiwellen-Turbofan-Strahltriebwerken von Rolls-Royce. Diese sind eine Weiterentwicklung der Rolls-Royce RB211 und als RB211-Varianten zugelassen. Der Schub der verschiedenen Versionen liegt zwischen 236 und 431 kN (53.000 und 97.000 lbf). Der Name Trent wurde von Rolls-Royce bereits früher für Triebwerksmodelle verwendet.

## Frühere Trent-Triebwerke
Rolls-Royce nannte das erste Turboprop-Triebwerk der Welt „Trent“ (RB.50), nach dem drittlängsten Fluss Großbritanniens, gemäß der firmeneigenen Tradition der Benennung von Strahltriebwerken nach britischen Flüssen, während Kolbenmotoren auf Greifvögelarten getauft wurden. Es basierte auf einem Konzept von Sir Frank Whittle und entstand, indem ein mit nur sieben Brennkammern und ohne Schubdüse versehenes Rolls-Royce Derwent-II-Triebwerk über ein Getriebe einen fünfblättrigen Propeller antrieb. Mit dieser Konstruktion wurde der weltweit erste Turboprop-Flug mit einer umgebauten Gloster Meteor am 20. September 1945 durchgeführt.
Die Bezeichnung „Trent“ wurde erneut in den 1960er-Jahren für das RB.203-Turbofan-Triebwerk verwendet, welches das Rolls-Royce Spey ablösen sollte. Das Dreiwellentriebwerk RB.203 lieferte 44,4 kN (9.980 lbf) Schub und war der Vorläufer der RB.211-Serie.

## Aktuelle Trent-Triebwerke
1987 entschied Rolls-Royce, aus dem Rolls-Royce RB211-524L eine neue Familie von Flugzeugtriebwerken zu entwickeln. Rolls-Royce hatte ab 1942 seine Triebwerke einige Zeit lang nach britischen Flüssen benannt. Dieses Prinzip wurde wiederbelebt und führte zu einem Namen nach dem Fluss Trent.
Die erste Version, das Trent 600, sollte die McDonnell Douglas MD-11 antreiben. Wegen des geringen Erfolgs dieses Flugzeuges wurde das Programm jedoch wieder eingestellt. Für den Airbus A330 wurde 1995 das Trent 700 entwickelt und erstmals von Cathay Pacific bestellt.
Das Trent 800 mit einem Schub von 334 bis 423 kN (75.000 bis 95000 lbf) für die Boeing 777 wurde ebenfalls erstmals von Cathay Pacific geordert. Jedoch hatte Rolls-Royce anfangs Probleme beim Verkauf des Triebwerkes. Sogar British Airways, traditionell ein Rolls-Royce-Kunde, bestellte das General Electric GE90. Schließlich konnte Singapore Airlines (bis dahin Pratt & Whitney-Kunde) gewonnen werden, ihre 34 Boeing 777 mit Trent 800 auszustatten. Es folgten American Airlines und Delta Air Lines. Seitdem wurde Rolls-Royce mit dem Trent 800 Marktführer für die 777, und auch British Airways kaufte Rolls-Royce für ihre zweite Serie von 777.
Bald darauf wurde 1997 das Trent 500 ausgewählt, die viermotorigen Langstreckenflugzeuge Airbus A340-500 und -600 anzutreiben. Erstkunde war im Jahr 2002 Virgin Atlantic Airways.
Es folgte das Trent 900, das mit 310 bis 360 kN (70.000 bis 80.000 lbf) Schub für den Airbus A380 liefert.
Das neueste in Produktion befindliche Modell ist das Trent 1000, für die Boeing 787. Seine Unterversionen leisten zwischen 236 und 334 kN.
Für den Airbus A350 XWB wurde das nochmals verbesserte Trent XWB entwickelt. Seine Unterversionen leisten zwischen 334 und 431 kN.
Das Trent-Design wurde auch für Anwendungen in der Marine und der Industrie angepasst.

## Dreiwellenkonzept
Das Rolls-Royce RB211 Trent verfügt über drei anstelle der sonst üblichen zwei Triebwerkswellen. Gerade bei hohen Schubklassen zahlt sich dieses aufwendigere und teurere Prinzip aus, da es durch die so möglichen Drehzahlunterschiede der drei Wellen stabiler über einen größeren Schubbereich läuft und die Möglichkeit bietet, die Drehzahlen der Wellen besser an den optimalen Betriebszustand der verschiedenen Komponenten anzupassen.
Weiterhin ist ein höheres Nebenstromverhältnis möglich, was den Wirkungsgrad erhöht oder bei gleicher Schubkraft das Triebwerk leichter macht.

## Trent 600
Die erste moderne Trent-Version, das Trent 600, wurde aus dem RB211-524L abgeleitet. Der Schub lag bei 289 kN (65.000 lbf), der Fandurchmesser betrug 2,59 m. Es war für die McDonnell Douglas MD-11 vorgesehen, wegen des geringen Erfolgs dieses Flugzeugs wurde das Programm jedoch eingestellt. Rolls-Royce wollte das Triebwerk für zukünftige Boeing-Flugzeuge wie 747-X, 747-8 oder 767-400ERX weiterentwickeln, jedoch entschied sich Boeing hier für Triebwerke von General Electric.

## Trent 700

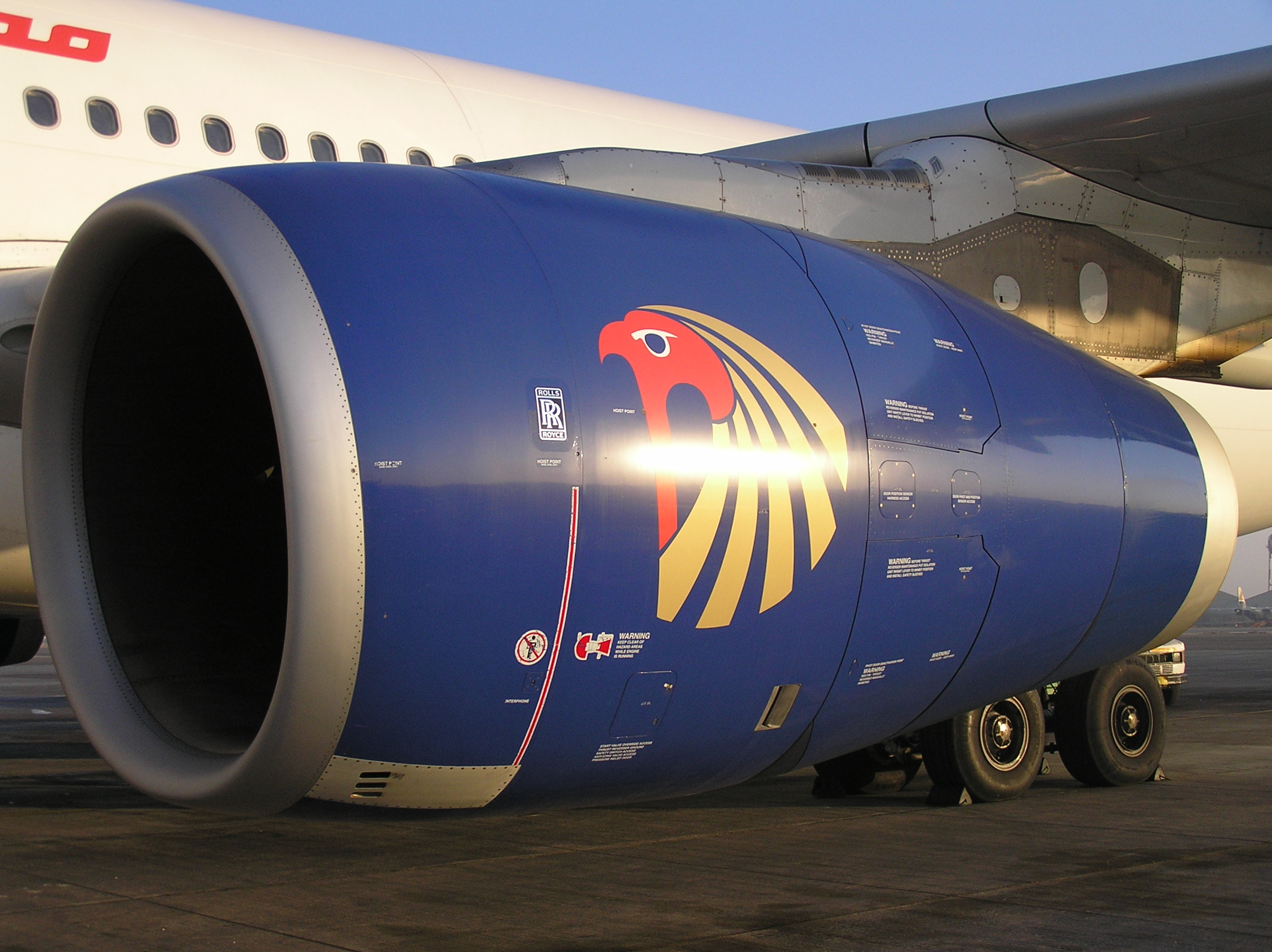
Airbus A330-243 der Egypt Air mit Rolls-Royce-Trent-772B-Triebwerken

Die Trent-700-Familie wurde für den Airbus A330 entwickelt. Der erste Testlauf fand im August 1990 statt. Im Januar 1994 wurde die erste Trent-700-Variante von der EASA zertifiziert. Im März 1995 erhielt das Triebwerk die ETOPS-90-Zulassung. Diese wurde auf ETOPS-120 im Dezember 1995 und ETOPS-180 im Mai 1996 erweitert. Im November 2009 wurde die ETOPS-240-Zulassung erteilt.
Die Fluggesellschaft Cathay Pacific führte das Triebwerk im März 1995 ein. Das tausendste Trent-700-Triebwerk wurde im November 2011 ebenfalls an Cathay Pacific ausgeliefert. Das 1500. Exemplar des Triebwerks wurde im Dezember 2014 an die AirAsia X übergeben. Über den gesamten Produktionszeitraum der A330 hat das Trent 700 einen Marktanteil von etwa 57 Prozent erreicht (Stand Juli 2014).
Rolls-Royce optimierte das Triebwerk kontinuierlich weiter. Im Jahr 2009 wurde die verbesserte Version Trent 700EP (enhanced performance) eingeführt. Mit dieser Modifizierung wurde der Treibstoffverbrauch um 1,3 Prozent gesenkt. Das Trent 700EP2 wurde auf der Farnborough International Airshow im Jahr 2012 angekündigt. Es soll ab dem Jahr 2015[veraltet] erhältlich sein und den Treibstoffverbrauch um ein weiteres Prozent senken.

### Technische Daten
- Varianten:
  - Trent 768-60, zertifiziert im Januar 1994[2]
  - Trent 772-60, zertifiziert im März 1994[2]
  - Trent 772B-60, zertifiziert im September 1997, kann in einer Höhe zwischen 2000 und 8000 Fuß bis zu 5,4 Prozent mehr Schub liefern als 772-60[2]
  - Trent 772C-60, zertifiziert von der EASA im März 2006, kann in einer Höhe zwischen 2000 und 8000 Fuß bis zu 8,5 Prozent mehr Schub liefern als 772B-60[2]
- Schub:
  - Trent 768-60: 300 kN (67,500 lbf) beim Start[2]
  - Trent 772-60, 772B-60, 772C-60: 316 kN (71,100 lbf) beim Start[2]
- Trockenmasse: 6160 kg[2]
- Gesamtlänge: 5,639 m[2]
- Fandurchmesser: 2,47 m (97,4 in)[4]
- Nebenstromverhältnis
  - Trent 768-60: 5,17:1[2]
  - Trent 772-60: 5,05:1[2]
- Gesamtdruckverhältnis
  - Trent 768-60: 33,5:1[2]
  - Trent 772-60: 35,3:1[2]
- Stufen
  - Verdichter
    - Fan: 1 (Durchmesser 2,47 m; 26 Blätter)[2]
    - Mitteldruckverdichter: 8[2]
    - Hochdruckverdichter: 6[2]

  - Turbine
    - Hochdruckturbine: 1[2]
    - Mitteldruckturbine: 1[2]
    - Niederdruckturbine: 4[2]
- Brennkammer: Ringbrennkammer mit 24 Treibstoffdüsen[4]
- Treibstoffverbrauch (TSFC) während des Fluges:
  - Trent 772-60: 0,565 lb/lbf hr[8]

### Trent 7000
Eine Weiterentwicklung des Trent 700 ist das Trent-7000-Triebwerk. Das Triebwerk wurde am 14. Juli 2014 auf der Farnborough International Airshow erstmals vorgestellt und darüber hinaus ergänzt, dass dieses Triebwerk exklusiv den Airbus A330neo antreiben wird. Die Auslieferung der ersten Triebwerke an Airbus erfolgte im Juni 2017.
Die Technologie wird laut Herstellerangaben aus den Erfahrungen mit dem Trent 700, aus der Architektur des Trent 1000-TEN und der Technologie des Trent XWB abgeleitet. Unter anderem wird das Triebwerk mit einem electronic bleed air system (EBAS) ausgestattet sein. Damit wird das Triebwerk eine Leistung von 300–320 kN bringen. Verglichen mit dem Trent 700 soll das neue Triebwerk 10 % Treibstoffersparnis bringen und 6 dB leiser sein. Dabei hat das Trent 7000 ein Nebenstromverhältnis von 10:1 gegenüber einem Nebenstromverhältnis von etwa 5:1 des Vorgängers. Der Fandurchmesser beträgt 284,5 cm (112 inches) mit 20 Blättern. Die Niederdruckturbine hat sechs Stufen.

#### Technische Daten
- Gesamtlänge: 4775 mm / 188 in
- Fandurchmesser: 2,85 m (112 in)
- Trocken-Gewicht: 6.445 kg (14,209 lb)

#### Stufen
- Verdichter: axial, 8 stages IP, 6 stages HP
- Brennkammer: Ringbrennkammer mit 18 Treibstoffdüsen
- Turbine:
  - Hochdruckturbine: 1[2]
  - Mitteldruckturbine: 1[2]
  - Niederdruckturbine: 6

#### Performance
- Schub: 324,0 kN / 72,834 lbf (Take-Off)
- Gesamtdruckverhältnis: 50:1
- Nebenstromverhältnis: 10:1

## Trent 800

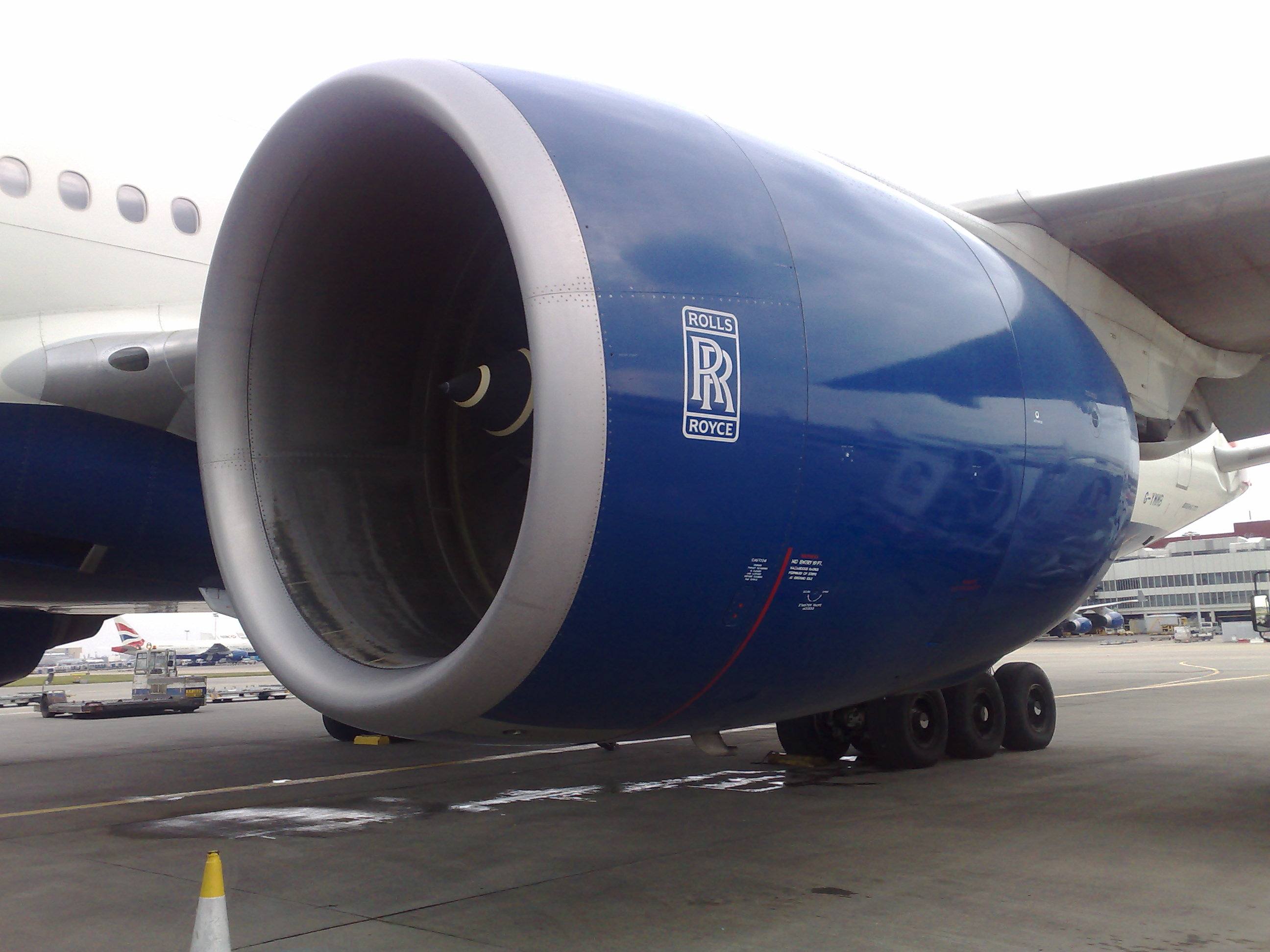
Trent 800 an einer Boeing 777

Die Entwicklung zum Trent 800 begann ursprünglich als Triebwerk mit der Bezeichnung Trent 760 für eine vergrößerte Version der Boeing 767, der 767X. Als Boeing die Entwicklung dieser Maschine einstellte und dafür die 777 entwickelte, stellte Rolls-Royce fest, dass der Fan des Trent 700 nicht den erforderlichen Schub liefern würde. So wurde dieser auf 2,974 m vergrößert und das Triebwerk in Trent 800 umbenannt. Der Test des Triebwerks begann im September 1993, die Zertifizierung erfolgte im Januar 1995 (die ETOPS-180-Zulassung der FAA folgte am 10. Oktober 1996). Die erste Boeing 777 mit dem Trent 800 flog im Mai 1995 und wurde im April 1996 an Cathay Pacific ausgeliefert. Anfangs hatte Rolls-Royce Schwierigkeiten, das Triebwerk zu verkaufen. British Airways (traditionell Kunde bei RR) kaufte stattdessen das Konkurrenzmodell GE90 von General Electric. Der Durchbruch kam erst mit einer Bestellung von Singapore Airlines für seine 34 Boeing 777, gefolgt von Käufen von North American, American Airlines und Delta Airlines. Inzwischen hat das Trent 800 einen Anteil von 43 Prozent bei den Triebwerken für die Boeing 777.
Auf dem Trent 800 basiert die Gasturbine MT30, die als Schiffsantrieb verwendet wird.
| Typ       | Startschub (kN) | Nebenstromverhältnis beim Start | Gesamtdruck- verhältnis | Fandurch- messer (m) | Länge (m) | Trocken- masse (kg) | Zulassung |
| --------- | --------------- | ------------------------------- | ----------------------- | -------------------- | --------- | ------------------- | --------- |
| Trent 875 | 331,9           | 6,2:1                           | 34,5:1                  | 2,974                | 4,369     | 5942                | 1995      |
| Trent 892 | 407,5           | 5,8:1                           | 40,8:1                  | 2,974                | 4,369     | 5942                | 1995      |
| Trent 895 | 422,6           | 5,8:1                           | 41,6:1                  | 2,974                | 4,369     | 5942                | 1999      |

## Trent 500

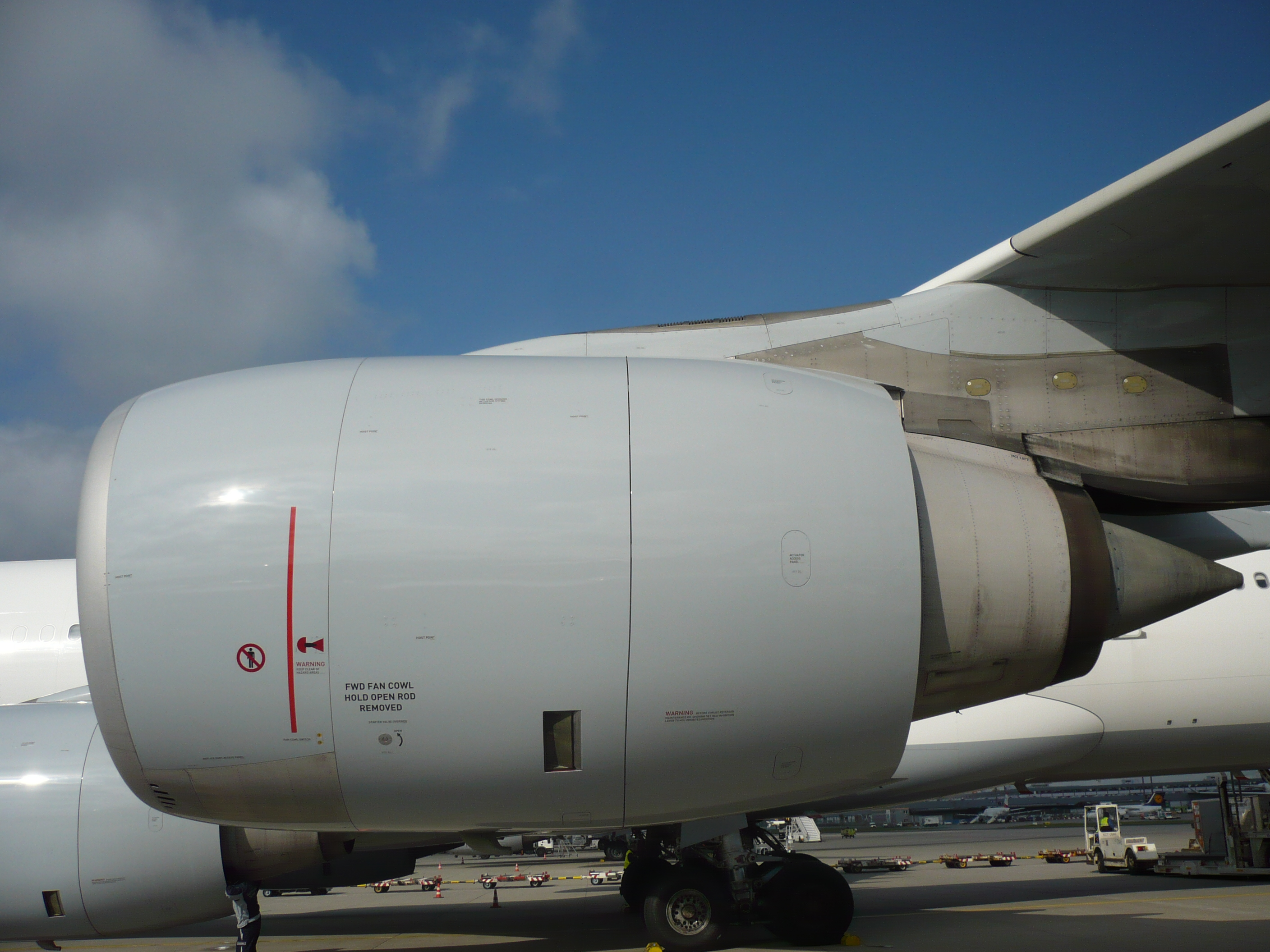
Rolls-Royce Trent 500 an einem Airbus A340-600

Das Rolls-Royce Trent 500 wurde als exklusiver Antrieb für die Superlangstrecken-Flugzeuge A340-500 und A340-600 konzipiert.
Das Trent 500 wurde im Jahr 2000 zugelassen, Indienststellung war im August 2002 bei Virgin Atlantic.
Die Zertifikation liegt für einen Schub von bis zu 267 kN (60.000 lbf) vor. Es wird als Trent 553 am A340-500 mit 236 kN (53.000 lbf) und als Trent 556 am A340-600 mit einem Schub von 249 kN (56.000 lbf) eingesetzt.
Bei der Konstruktion griff man auf Komponenten der vorhandenen Triebwerke Trent 700 und des Trent 800 zurück. Der Fandurchmesser beträgt wie beim Trent 700 2,47 m. Für die Kernbestandteile des Motors wurde ein verkleinerter Kern des Trent 800 verwendet. Für den vorderen Teil des Triebwerks einschließlich des Fans mit modernen, breiten Schaufeln findet wegen der Festigkeit eine Titanlegierung Anwendung. Die heißen hinteren Teile bestehen aus einer Nickellegierung mit hoher Temperaturbeständigkeit. Das Einsatzgebiet auf der Langstrecke erfordert besonders hohe Wirtschaftlichkeit, was das technisch aufwändige und teure 3-Wellen-Konzept rechtfertigt.
Die Regelung erfolgt, wie heute üblich, vollelektronisch über eine FADEC, die Schubregelung erfolgt nicht nach Drehzahl, sondern über das Druckverhältnis Engine Pressure Ratio. Der EPR-Wert wird aus den folgenden Werten berechnet: Austrittsdruck nach Turbine im Verhältnis zu dem Eingangsdruck vor dem Fan. Daraus ergeben sich bei einem Trent-Triebwerk Druckverhältnisse von ca. 1 zu 1,6 bei voller Schubkraft. Maximal zulässige EPR beim Trent 556 (A340-600) = 1,33 und beim Trent 772 (A330) = 1,54.

### Technische Daten
- Schub: zertifiziert bis zu 267 kN (60.000 lbf)
- Einlass-Massenstrom: 860,5–879,5 kg/s
- Rotordurchmesser: 2,474 m (97,4 in)
- Länge: 3,937 m (155 in)
- Masse: 4.835 kg
- Nebenstromverhältnis: 7,5–7,6:1
- Gesamtdruckverhältnis: 35:1
- Stufen
  - Fan: 1
  - Mitteldruckverdichter: 8
  - Hochdruckverdichter: 6
  - Hochdruckturbine: 1
  - Mitteldruckturbine: 1
  - Niederdruckturbine: 5

## Trent 900

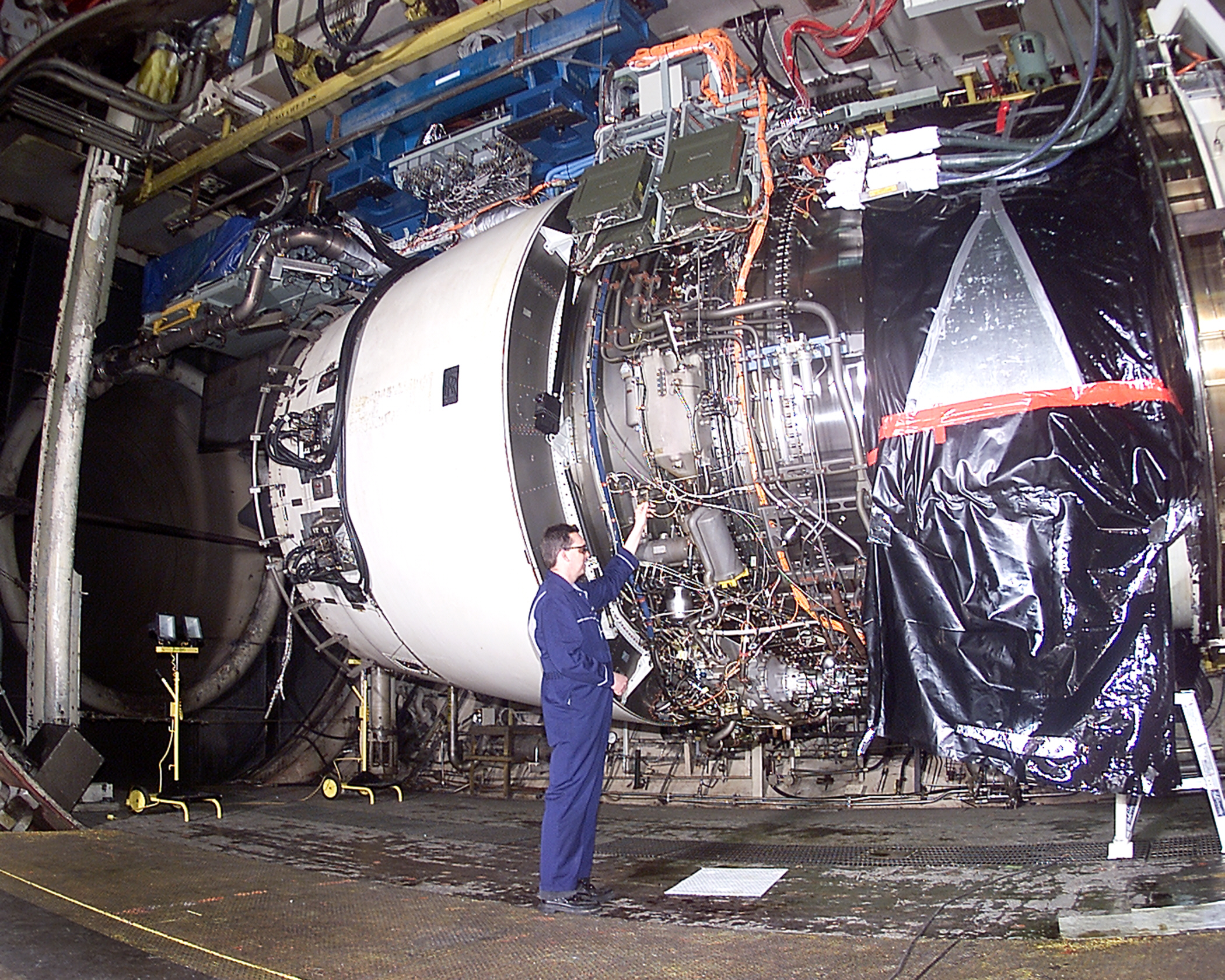
Rolls-Royce Trent 900 im Teststand

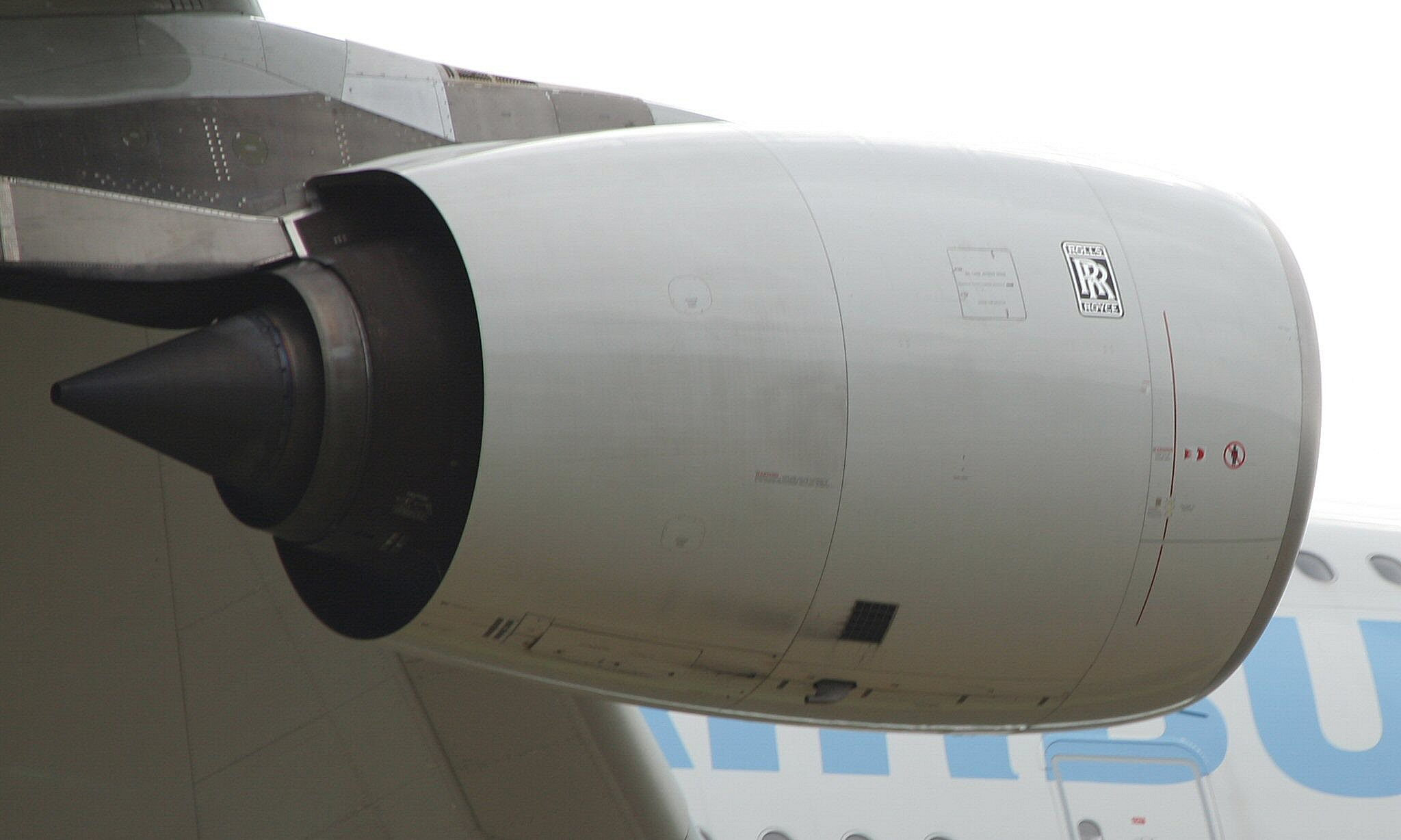
Trent 900 an einem A380

Das Rolls-Royce Trent 900 ist eine Weiterentwicklung des Trent 500. Durch den großen Innendurchmesser von 2,95 m erreichen die Enden der Fanblätter eine Geschwindigkeit von bis zu Mach 1,5. Dabei saugt das Triebwerk eine Masse von über einer Tonne Luft pro Sekunde an – dies entspricht etwa 800 m³ oder dem Luftvolumen eines normalen Wohnhauses mit zwei Stockwerken.
Das Trent 900 ist im Dezember 2004 für den Airbus A380 respektive A380F zugelassen worden. Die ersten 18 Triebwerke wurden im Frühjahr 2005 an Airbus in Toulouse ausgeliefert. Der erste A380-Prototyp flog ebenfalls mit diesem Triebwerk. Die Zertifikation liegt für einen Schub von bis zu 356 kN (80.000 lbf) vor.

### Varianten
Für die A380-800, der einzigen Version der A380, bietet Rolls-Royce wahlweise das Trent 970 oder das Trent 972 an. Singapore Airlines, Lufthansa und British Airways haben sich für das Trent 970 entschieden, während das schubstärkere Trent 972 nur bei Qantas und den neusten Flugzeugen von Emirates verbaut wurde. Mit dem Trent 970 ausgerüstete A380 tragen die Bezeichnung A380-841, während solche mit dem Trent 972 die Bezeichnung A380-842 tragen. Die beiden stärkeren Triebwerksvarianten Trent 977 und Trent 980 waren für mögliche schwere Varianten der A380 vorgesehen, namentlich die eingefrorene Frachtvariante A380F und die angedachte gestreckte Passagiervariante A380-900.

### Zwischenfälle
Am 4. November 2010 kam es auf dem Flug QF32 der australischen Airline Qantas Airways vier Minuten nach dem Start an einem Trent-972-Triebwerk eines Airbus A380-842 über der ca. 50 km entfernten indonesischen Insel Batam zu einem schweren Triebwerksschaden, bei dem Teile der hinteren Triebwerks-Verkleidung wegkatapultiert wurden. Dabei traten auch Teile aus dem Triebwerk selbst aus („uncontained engine failure“). Ein solches ausgetretenes Teil dürfte auch die linke Tragfläche im Bereich der Triebwerks-Aufhängung durchschlagen haben. Das Flugzeug mit 433 Passagieren und 26 Besatzungsmitgliedern an Bord konnte ohne Verletzte eine Sicherheitslandung auf dem Flughafen Singapur durchführen, von dem es zuvor gestartet war. Da das Treibstoffablassen nicht funktionierte und keine unmittelbare Absturzgefahr bestand, blieb das Flugzeug noch rund 60 Minuten in der Luft, um durch den Treibstoffverbrauch das Landegewicht zu reduzieren. Nach dem Unfall setzte Qantas für mehrere Tage alle A380-Flüge aus, um die Triebwerke zu inspizieren. Singapore Airlines und Lufthansa, beides Nutzer der etwas schwächeren Trent-970-Triebwerke, führten auf Anraten von Rolls-Royce und Airbus zusätzliche Inspektionen durch. Singapore Airlines beließ hierfür seine gesamte A380-Flotte für kurze Zeit am Boden, während Lufthansa mit Ausnahme eines Fluges seine A380-Flotte ohne Einschränkungen weiter betrieb. Bereits im August 2010 hatte die Europäische Agentur für Flugsicherheit, kurz EASA, eine Direktive herausgegeben, worin von den Fluggesellschaften verstärkte Kontrollen an allen Triebwerken vom Typ Trent 900 verlangt wurden, da sich einzelne Teile stärker abnutzten als ursprünglich angenommen. Gemäß EASA kann dies zu Ölaustritt und Ölbrand bis hin zum Lösen einzelner Triebwerksteile aus ihrer Verankerung führen. Am 11. November 2010 veröffentlichte die EASA eine weitere Direktive über die vorläufigen Erkenntnisse aus dem Triebwerksausfall auf dem Flug QF32. Gemäß dieser Direktive ist davon auszugehen, dass ausgetretenes Öl in Brand geriet und daraufhin die Mitteldruck-Turbine versagte. Singapore Airlines tauschte an drei ihrer A380 je ein Triebwerk aus und die Lufthansa ersetzte ein Triebwerk ihrer A380 – in allen vier Triebwerken wurde ausgetretenes Öl gefunden. Dass bereits in der Direktive vom August Ölbrand als mögliche Folge beschrieben wurde, deutet darauf hin, dass dieser seit August bekannte Mangel auch Ursache des Triebwerkversagens auf dem Flug QF32 war. Auch das Austreten von Triebwerks-Komponenten aus dem Triebwerk stärkt diese These. Wie Spiegel Online berichtete, gehen Fachleute davon aus, dass die ausgetretenen Trümmer auch einen Treibstoff-Tank hätten durchschlagen können, was ernsthafte Folgen gehabt hätte. Der am 3. Dezember 2010 veröffentlichte offizielle australische Untersuchungsbericht weist ferner darauf hin, dass bei der Landung Gegenschub mit nur einem Triebwerk erzeugbar war, was den Abbremsvorgang auf der Landepiste ganz erheblich erschwerte. Es bestand die Gefahr, dass die Maschine über die Landebahn hinaus geriet.

### Technische Daten
- Schub:
  - Trent 970: 75.100 lbf (334 kN)
  - Trent 972: 76.700 lbf (341 kN)
  - Trent 977: 80.800 lbf (359 kN)
  - Trent 980: 84.100 lbf (374 kN)
- Einlass-Massenstrom: 1204,3–1245,1 kg/s
- Rotordurchmesser: 2,946 m (116 in)
- Länge: 4,546 m (179 in)
- Masse: 6.436,5 kg
- Nebenstromverhältnis: 8,5–8,7:1
- Gesamtdruckverhältnis: 36,5–39:1
- Stufen
  - Fan: 1
  - Mitteldruckverdichter: 8
  - Hochdruckverdichter: 6
  - Hochdruckturbine: 1
  - Mitteldruckturbine: 1
  - Niederdruckturbine: 5

## Trent 1000

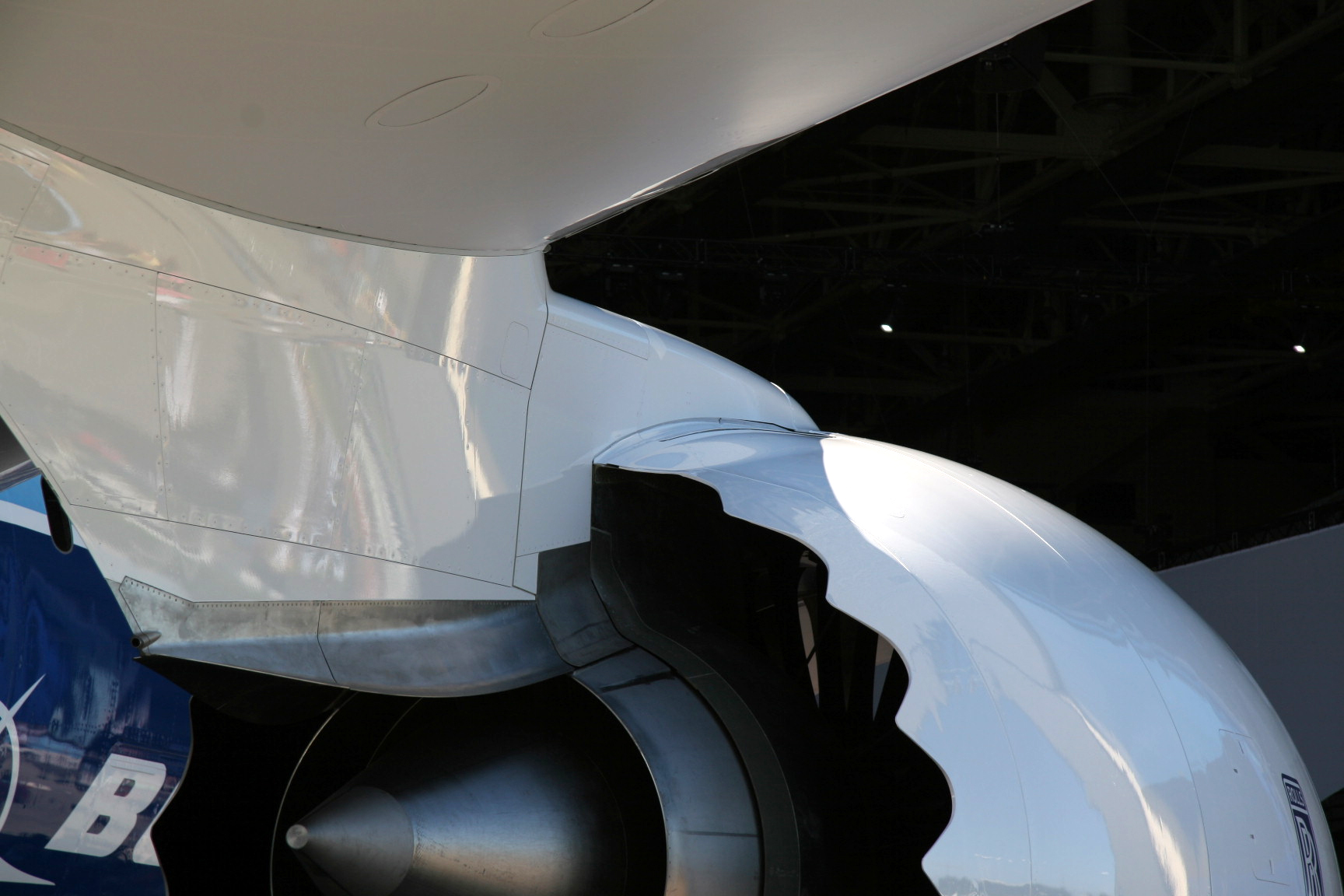
Teilansicht eines RR Trent 1000 an einer Boeing 787

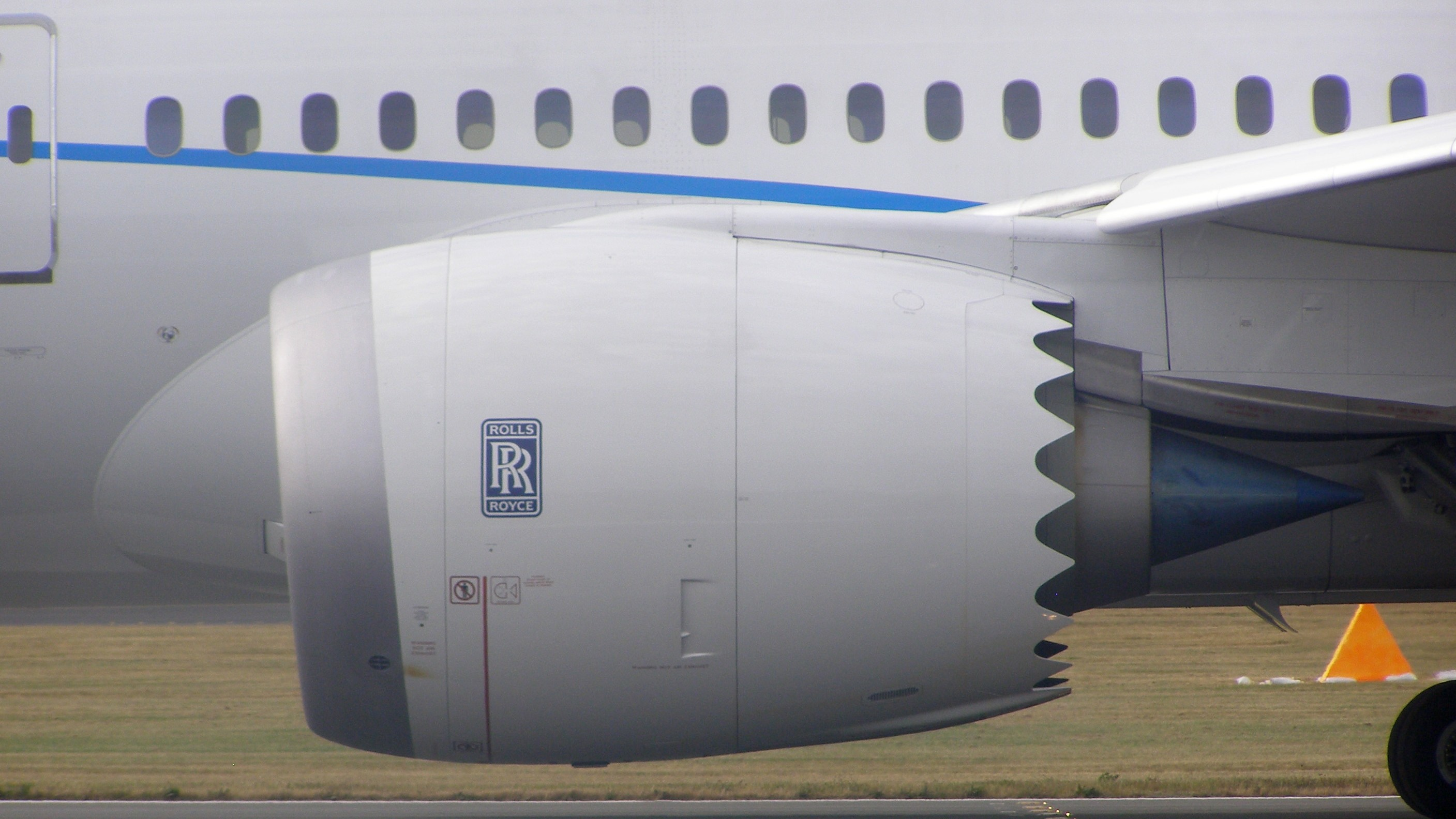
Ein RR Trent 1000 an einer Boeing 787 mit Chevrons am Reversergehäuse

Rolls-Royce konstruiert diese fünfte Variante der Trent-Familie für die Boeing 787 mit einem Schub von 236 bis 334 kN (53.000 bis 75.000 lbf) und einem Rotordurchmesser von 2,85 m. Boeing wählte neben dem Rolls-Royce-Triebwerk außerdem das konkurrierende General Electric GENx für diesen Flugzeugtyp aus. Für beide Triebwerke ist eine einheitliche Schnittstelle vorgesehen, so dass erstmals ein einfacher Wechsel des Triebwerkstyps eines Flugzeugs möglich sein wird. Gegenüber dem Trent 900 wurden der Durchmesser der Fannabe um 2,5 cm verkleinert und Schaufeln mit einer um 50 % vergrößerten Oberfläche eingesetzt. Um die durch den größeren Fan gestiegenen Kräfte aufzunehmen, wurden das Lager des Niederdrucksystems weiter nach vorn zum Fan verlegt und größere Kugeln im Kugellager eingesetzt. Auch am Hoch- und Mitteldruckverdichter wurden Änderungen vorgenommen.
Im Betrieb des Trent 1000 wird keine Zapfluft entnommen, da Klimaanlage, Druckkabine, Enteisungsanlage und Anlasser der 787 elektrisch betrieben werden. Die dafür benötigten vergrößerten Generatoren (pro Triebwerk zwei Stück von Hamilton Sundstrand) werden auch als Motoren zum Anlassen des Triebwerks (nur Mitteldrucksystem) verwendet.
Das Trent 1000 lief am 14. Februar 2006 auf dem Teststand, wurde im Juli 2007 erstmals im Flug erprobt und erhielt am 7. August 2007 seine Zulassung. Die Indienststellung war 2008 vorgesehen. Am 21. Mai 2009 startete Boeing erstmals ein Triebwerk zu einem Testlauf an der B787. Dies war einer der letzten Schritte vor dem Erstflug, der am 15. Dezember 2009 stattfand.
Im März 2016 hob erstmals ein Boeing-747-Testflugzeug mit verbesserten Rolls-Royce Trent 1000-TEN-Triebwerken ab. TEN steht hier als Akronym für Thrust, Efficiency and New Technology (Deutsch: Schub, Effizienz und neue Technologie). Unter anderem wird ein neuer Mitteldruckkompressor eingesetzt, welcher bereits im Trent-XWB für den Airbus A350 benutzt wird. Der Schub steigt dadurch auf bis zu 347 kN, der Treibstoffverbrauch soll ca. 3 % geringer sein, als bei vergleichbaren Triebwerken der Konkurrenz. Der Erstflug an einem 787-9 Dreamliner folge im Dezember 2016, im März 2017 fand der Erstflug der größeren Boeing 787-10 ebenfalls mit Trent 1000-TEN-Triebwerke statt. Das Trent 1000-TEN soll ab 2018 für alle Varianten der Boeing 787 ausgeliefert werden.
Rolls-Royce rechnete im Mai 2018 mit einem drastischen Anstieg der Zahl der Boeing 787, die aufgrund von Haarrissen und Ermüdungserscheinungen an Trent-1000-Triebwerke am Boden bleiben müssen.

### Technische Daten
- Schub: 236–333 kN
- Masse: 5402 kg
- Länge: 4,06 m
- Fandurchmesser: 2,84 m
- Nebenstromverhältnis: 10–11:1
- Gesamtdruckverhältnis: 50:1
- Luftmassendurchsatz: 1087–1210 kg/s
- Stufen
  - Fan: 1
  - Mitteldruckverdichter: 8
  - Hochdruckverdichter: 6
  - Hochdruckturbine: 1
  - Mitteldruckturbine: 1
  - Niederdruckturbine: 6

## Trent XWB

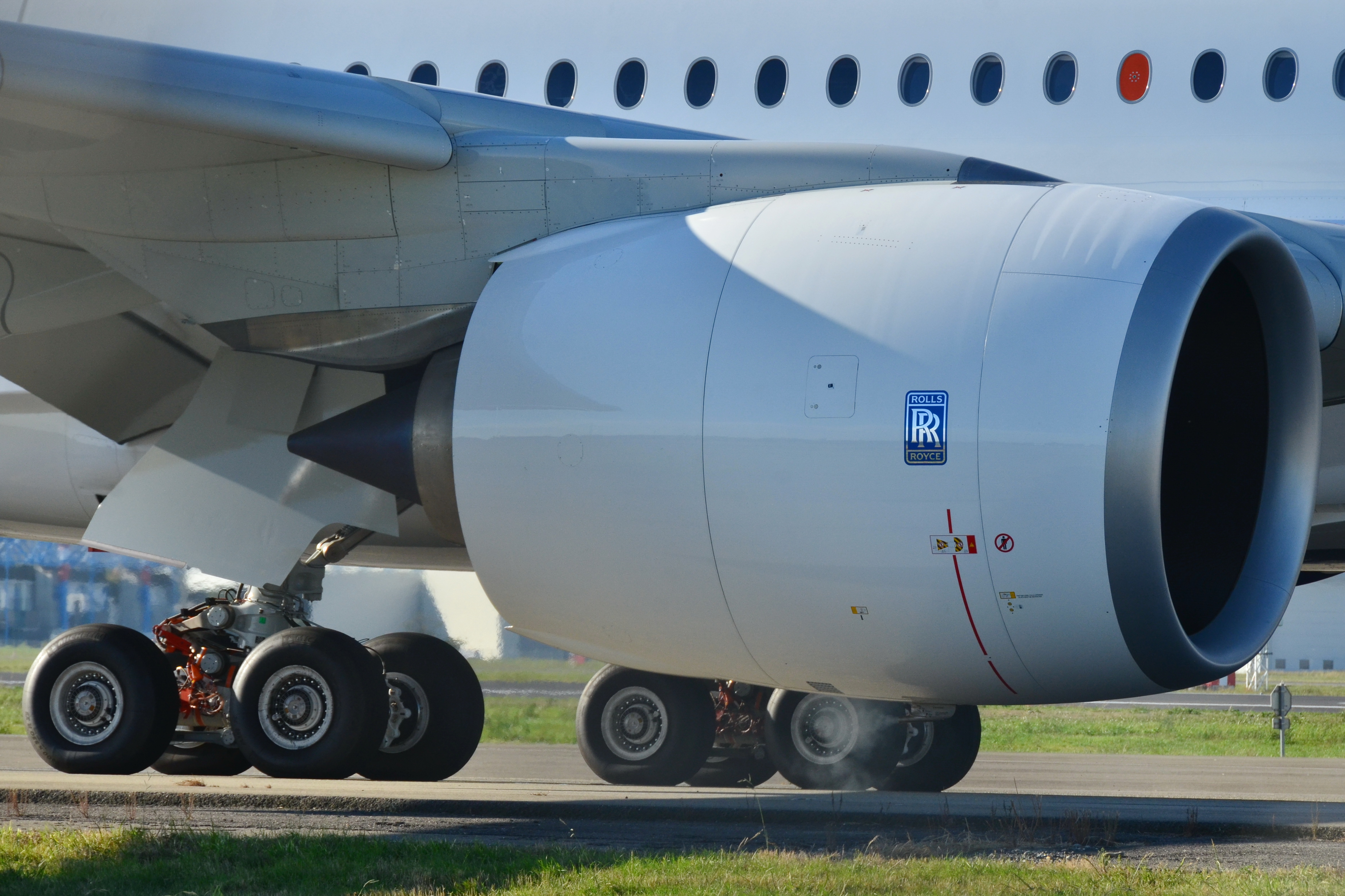
Trent XWB am Airbus A350 Prototyp MSN3 im Oktober 2013

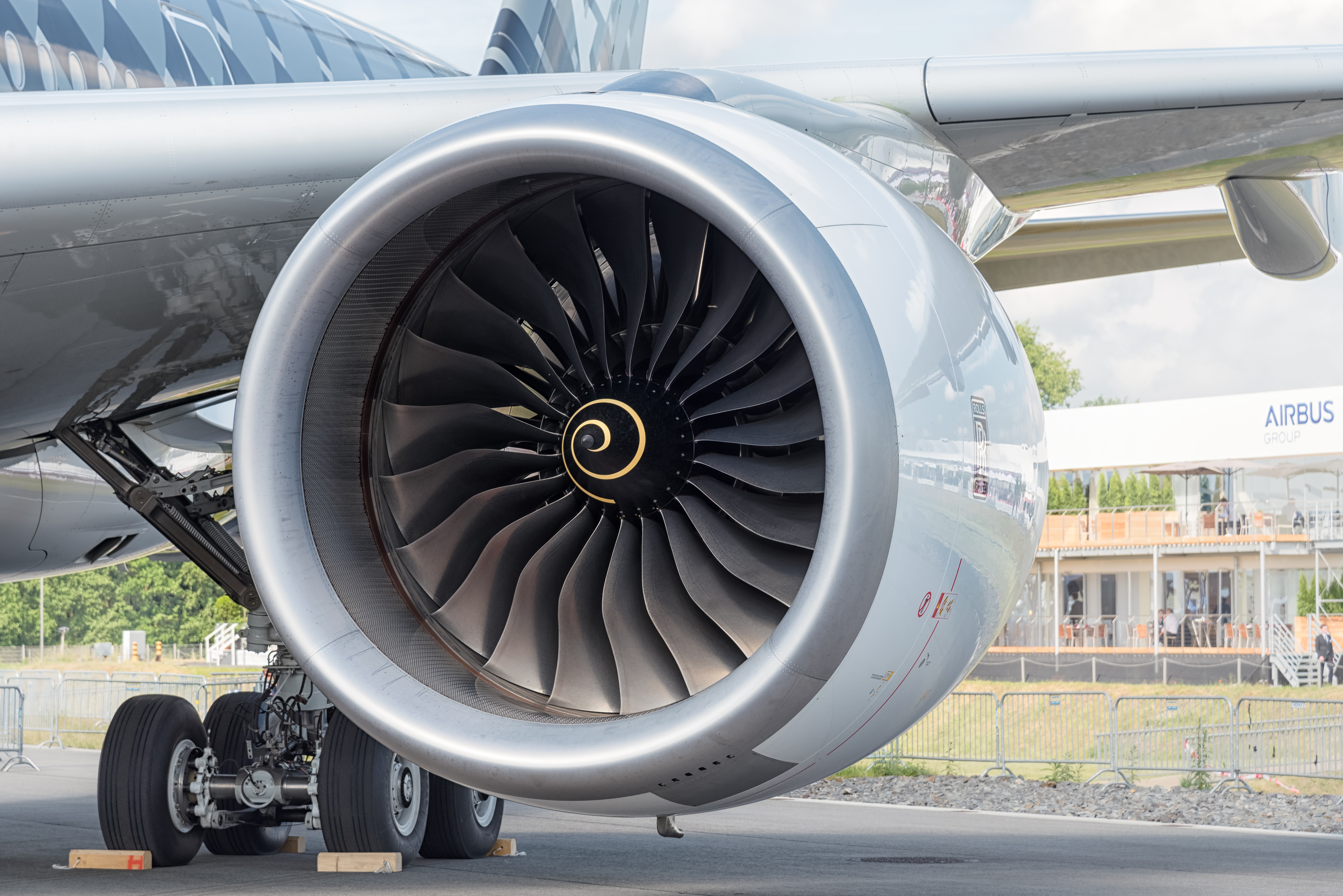
Lufteinlass und Fan des Trent XWB

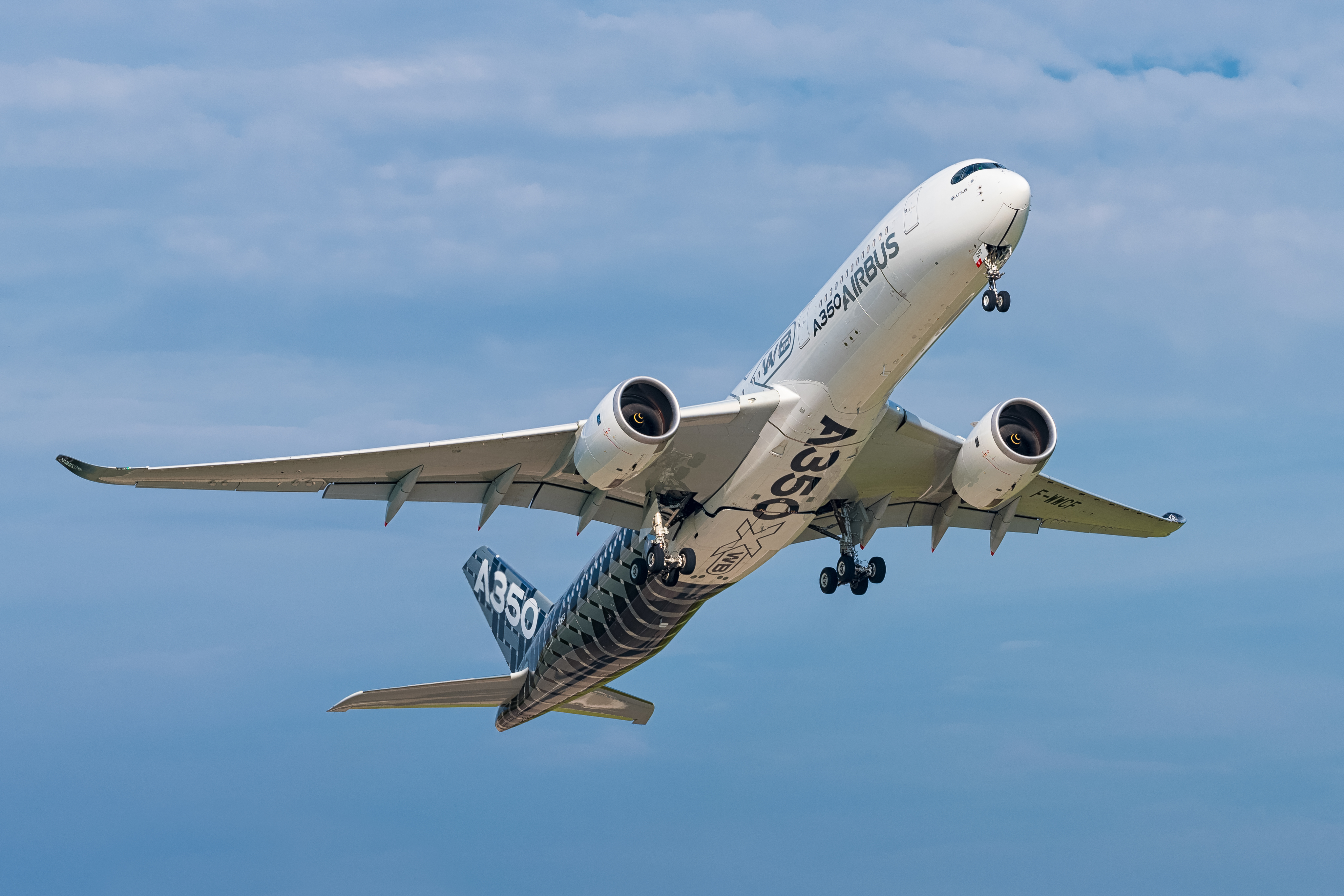
Airbus A350 MSN002 mit zwei Trent XWB beim Start auf der ILA 2016

Das Trent XWB ist eine Variante mit 334 bis 431 kN (75.000 bis 97.000 lbf) Schub, die für alle Versionen des Airbus A350 vorgesehen ist. Im Gegensatz zum Trent 1000 besitzt es eine konventionelle Zapfluftanlage, basiert jedoch auf einer weiter verbesserten Technik. Das Triebwerk besitzt einen Fan mit 22 Verdichterschaufeln aus Titan bei einem vergrößerten Durchmesser von 3,00 m. Wie bei allen dreiwelligen Triebwerken aus der Reihe Trent dreht der Hochdruckteil gegenläufig. Erstmals bei einem Trent findet zur Verringerung der aerodynamischen Belastung eine zweistufige Mitteldruckturbine Verwendung. Daneben wurde zur Gewichtsersparnis der hintere Teil des Triebwerksgehäuses aus Verbundwerkstoffen gefertigt. Der Kern arbeitet zur Erhöhung des Wirkungsgrades mit etwas höheren Temperaturen. Insgesamt sollen gegenüber dem Trent 700 des Airbus A330 ein um etwa 15 % niedrigerer Verbrauch und geringere Abgas- und Lärmwerte erreicht werden.
Die Bekanntgabe der Entwicklung des Triebwerks erfolgte am 4. Dezember 2006. Im September 2008 konnte die Vorentwicklung beendet werden und die ersten Teile wurden ab Februar 2009 gefertigt. Der Erstlauf fand am 17. Juni 2010 statt. Für die Flugerprobung wurde das Triebwerk an den ersten A380 (MSN001) montiert, der mit dieser Modifikation am 18. Oktober 2011 die Werkshallen verließ und am 20. Januar 2012 zum ersten Testflug abhob. Am 14. Juni 2013 erfolgte der Erstflug am Prototyp A350 MSN1. Mit Stand Mai 2014 waren bereits etwa 1650 Stück bestellt.
Ein erstes Triebwerk der Version Trent XWB-97 zum Antrieb der größeren Airbus A350-1000 wird seit Anfang November 2015 in Toulouse an der A380 MSN001 im Flug erprobt.

### Technische Daten
- Schub: 334–431 kN
- Masse: 6636 kg
- Länge: 4,49 m
- Fandurchmesser: 3,0 m
- Nebenstromverhältnis: 9,3:1 (beim Start)
- Gesamtdruckverhältnis: 50:1
- Stufen
  - Fan: 1
  - Mitteldruckverdichter: 8
  - Hochdruckverdichter: 6
  - Hochdruckturbine: 1
  - Mitteldruckturbine: 2
  - Niederdruckturbine: 6